# 남극 부근의 별자리
남극 부근의 별자리는 일반적으로 거의 북반구의 밤하늘에서 보이지 않는 별자리들을 의미한다.

## 남십자자리
밝은 별 네 개가 십자 모양을 이루고 있다. 남십자(南十字)자리에서 알파, 베타별은 1등성이고 감마별은 2등성, 델타별은 3등성, 엡실론별은 4등성이다. 남십자자리의 위쪽과 아래쪽에 있는 두 별을 이어서 계속 내려오면 천구의 남극을 지나게 된다. 남십자자리는 남쪽에 치우쳐 뜨기 때문에 북반구에서는 볼 수 없다. 지구의 세차운동으로 서서히 남쪽으로 이동하고 있다.

## 센타우루스자리
이 별자리의 남쪽 끝은 은하수 안으로 뻗어 있으며, 중앙에서는 알파별과 베타별이 반짝인다. 그 서쪽에 남십자별이 있다. 알파별은 분광형이 G2인 별과 분광형이 K5인 별로 이루어진 안시쌍성이며, 궤도 주기는 80.089년이다. 연주시차는 0.75초(″)이고 거리는 4.3광년이다. 이 별의 동반성인 프록시마는 시차가 0.762″로, 거리로 환산하면 4.28광년이다. 이는 지금까지 알려진 별 중에서는 태양계와 가장 가까운 별이다.

#### 센타우루스자리 알파별
센타우루스자리에 있는 다중성이다. 세 개의 별로 이루어져 있으며 겉보기 등급은 A별이 0.33이고, B별은 1.70이며, 세 번째 별인 프록시마는 11.3이다. 이 별은 23km/sec 정도의 속도로 태양계와 가까워지고 있다. 남반구에서만 관측이 가능하며, 지구에서 4.3광년 떨어진 곳에 있다.

## 같이 보기
- 별자리
- 봄철의 별자리
- 여름철의 별자리
- 가을철의 별자리
- 겨울철의 별자리
- 북극 부근의 별자리